# Самозарядна гвинтівка Токарєва
7,62-мм самозарядні гвинтівки системи Токарєва зразка 1938 і 1940 років (СВТ-38, СВТ-40), а також автоматична гвинтівка Токарєва зразка 1940 року — модифікації радянської самозарядної гвинтівки, розробленої Ф. В. Токарєвим.
СВТ-38 була розроблена для заміни автоматичної гвинтівки Симонова і 26 лютого 1939 року прийнята на озброєння Червоної армії. Перша СВТ зразка 1938 року була випущена 16 липня 1939 року. З 1 жовтня 1939 року розпочався серійний випуск на Тульському, а з 1940 року — на Іжевському збройовому заводі в Удмуртії.

## Історія
За роки робіт Ф. В. Токарєвим розроблені різні зразки автоматичних гвинтівок і карабінів з коротким ходом ствола: 1921, 1922, 1924, 1925, 1926, 1928, 1929 рр., Частина з них брала участь у випробуваннях автоматичних гвинтівок 1926 і 1928 років. У 1930 році Ф.B. Токарєв представив на випробування самозарядну гвинтівку з нерухомим стволом, перезарядження якої відбувається силою відведених порохових газів, слід за нею були представлені моделі 1931 і 1932 рр. B 1933 конструктор встановлює газову камеру над стволом, переносить прицільну колодку з кришки ствольної коробки на її передню частину, замінює рамковий приціл секторним, збільшує ємність магазина до 15 набоїв і робить його відокремлюваним. На базі цієї гвинтівки Токарєв у 1934 році розробив автоматичний карабін (надалі його основні технічні рішення були використані в СВТ-38). Після низки випробувань 1935—1936 рр., в яких брали участь зразки гвинтівок Токарєва 1935 і 1936 років, на озброєння була прийнята автоматична гвинтівка Симонова (АВС-36).
22 травня 1938 року наказом народного комісара оборони та народного комісара оборонної промисловості був оголошений конкурс на розробку самозарядної гвинтівки. Конкурсні випробування відбувались з 25 серпня по 3 вересня 1938 року. На них були представлені системи Токарєва, Симонова, Рукавішникова та ін., засновані на використанні відводу порохових газів. 20 листопада 1938 відбулися остаточні випробування. За їх підсумками 26 лютого 1939 на озброєння Радянської Армії була прийнята «7,62-мм самозарядна гвинтівка системи Токарєва зразка 1938 року (СВТ-38)».
19 січня 1939 року Сімонов доповів ЦК ВКП(б) про те, що він усунув усі виявлені недоліки своєї гвинтівки. 20 травня 1939 року було створено комісію для порівняння та оцінки у виробничо-економічному відношенні самозарядних гвинтівок Сімонова і Токарєва. Комісія дійшла висновку, що гвинтівка Симонова (СКС) простіша та дешевша у виготовленні, потребує менше металу і матеріалу. Питання про самозарядні гвинтівка розглядали на засіданні Комітету Оборони. На відміну від симоновської гвинтівка Токарєва вже двічі пройшла полігонні випробування, показавши непогані результати, і її виробництво почало розгортатись. 17 липня 1939 Комітет Оборони, керуючись прагненням швидше переозброїти Радянську Армію самозарядними гвинтівками за особистою вказівкою Сталіна, вирішив усі зусилля наркомату озброєння зосередити на виробництві СВТ-38. Зіграло роль і те, що Токарєва добре знав Сталін, ім'я Симонова йому мало що говорило.
Першим опанував випуск гвинтівок Тульський збройовий завод, що припинив у зв'язку з цим виробництво гвинтівок Мосіна-Нагана. При організації виробництва гвинтівки широко впроваджували автоматизацію, механізацію та потокове виробництво. Все це дало змогу у найстисліший термін, менше ніж за шість місяців, налагодити випуск гвинтівок Токарєва. 16 липня 1939 виготовлена перша гвинтівка Токарєва зразка 1938 року, з 25 липня почалось регулярне збирання гвинтівок малими партіями, а з 1 жовтня — валовий випуск. У 1940 році гвинтівки Токарєва почав виготовляти Іжевський збройовий завод замість знятих з виробництва автоматичних гвинтівок АВС-36.

### Перше бойове застосування та модернізація
Перше бойове застосування самозарядної гвинтівки Токарєва сталось на Зимовій війні 1939—1940 рр. На основі досвіду її бойового використання, а також військових і полігонних випробувань Комітет Оборони 13 квітня 1940 року ухвалив постанову про прийняття на озброєння Радянської Армії модернізованої гвинтівки Токарєва під найменуванням «7,62-мм самозарядна гвинтівка системи Токарєва зразка 1940 року (СВТ-40)». У червні 1940 року випуск СВТ-38 був припинений.
B процесі модернізації гвинтівки в неї були внесені деякі конструктивні й технологічні зміни, що покращили її бойові та експлуатаційні якості. Однак ряд недоліків, які вимагали для їх усунення істотної переробки, усунути не вдалось. Такими недоліками були: незручність регулювання газової системи, можливість загубити відокремлений магазин, чутливість до забруднення, запилення, густого мастила, високих і низьких температур. Також передбачалося зменшити вагу і габарити гвинтівки, проте незабаром з'ясувалося, що просте зменшення розмірів призводило до збою в роботі автоматики, тому розміри залишили незмінними, лише вкоротили багнет. Масу СВТ-40 вдалось знизити за рахунок тонших дерев'яних деталей і значної кількості додаткових отворів у кожусі.
З 1 липня 1940 почалося виготовлення самозарядної гвинтівки Токарєва зразка 1940 року з одночасним згортанням виробництва магазинних гвинтівок зразка 1891/30 року. B липні було виготовлено 3416 шт., В серпні — 8100, у вересні — 10700 і за 18 днів жовтня — 11960 шт..
У 1940 розроблена і надійшла на озброєння снайперська гвинтівка СВТ-40, тоді ж було припинено виробництво снайперських магазинних гвинтівок зразка 1891/30 років. Спеціально для СВТ був розроблений оптичний приціл ПУ зразка 1940 року. Снайперська самозарядна гвинтівка відрізнялась від основного зразка лише кронштейном з оптичним прицілом і ретельнішою обробкою каналу ствола. Проте, в порівнянні зі снайперською гвинтівкою зразка 1891/30 років мала більше розсіювання, і всі спроби поліпшення купчастості снайперських СВТ-40 показали, що без докорінної переробки системи виконати цю задачу неможливо. Тому на початку 1942 року було відновлено виробництво магазинних снайперських гвинтівок зразка 1891/30 років, а з 1 жовтня 1942 року припинено випуск снайперських СВТ-40. За 1941 року було виготовлено 34 782 снайперських СВТ-40, за 1942 г. — 14210.

### Автоматична гвинтівка
20 травня 1942 Державний Комітет Оборони СССР прийняв постанову про виробництво автоматичної гвинтівки Токарєва зразка 1940 року (АВТ-40), яка з липня почала надходити в діючу армію. АВТ-40 за своєю будовою була аналогічна СВТ-40, але завдяки наявності перемикача, роль якого виконував запобіжник, могла вести як поодинокий, так і безперервний вогонь. Автоматична гвинтівка Токарєва призначена для виконання тих же завдань, що і самозарядна гвинтівка, тому основним видом її вогню був поодинокий. Стрільба короткими чергами допускалася лише при недостатній кількості ручних кулеметів, а безперервним вогнем — у виняткових випадках в момент найбільшої напруги бою. АВТ-40 дозволяла частково компенсувати брак ручних кулеметів і пістолетів-кулеметів на початку війни, але це був тимчасовий захід, оскільки при створенні гвинтівки Токарєва до неї не пред'являли вимоги щодо забезпечення інтенсивного автоматичного вогню.
Зміна режиму вогню призвела до пониження тривкості деталей гвинтівки і збільшенню кількості затримок, в тому числі таких серйозних, як поперековий розрив і не витягування стріляної гільзи, недозакриття затвора і осічки. Причиною таких затримок була недостатня жорсткість ствола і ствольної коробки і непридатність конструкції ударно-спускового механізму для автоматичної стрільби. За купчастістю бою автоматична гвинтівка при стрільбі одиночним вогнем поступалась навіть карабіну зразка 1938 року, а при стрільбі короткими чергами і безперервним вогнем — пістолетів-кулеметів Шпагіна зр. 1941 і Судаєва зр. 1943 років. Крім того, вона зберегла всі недоліки, властиві самозарядній гвинтівці. B донесеннях з фронтів Другої світової війни зазначалось, що «як самозарядні (СВТ-40), так і автоматичні (АВТ-40) гвинтівки використовуються в бойових умовах недостатньо, що війська пояснюють складністю конструкції, недостатньою надійністю і влучністю самозарядних і автоматичних гвинтівок». Зважаючи на зазначені недоліки виробництво самозарядних гвинтівок системи Токарєва починаючи з 1942 року стрімко скоротилось. Якщо в 1941 році було випущено 1031861 гвинтівок, то в 1942 році лише 264148.
Працюючи над удосконаленням своєї системи, Токарєв поліпшив окремі деталі гвинтівки, однак позбутися основних вад системи йому так і не вдалося. 3 січня 1945 вийшла постанова Державного Комітету Оборони СРСР про зняття з виробництва СВТ-40 і АВТ-40 (лише на 2 тижні раніше, ніж аналогічна постанову по гвинтівках зр. 1891/30 рр.). Однак наказу про зняття з озброєння СВТ-40 досі нема.

### Самозарядний карабін
Також Токарєв проводив роботи зі створення самозарядних карабінів. У січні 1940 на полігонних випробуваннях були представлені самозарядний карабін, спроектований Токарєвим на основі СВТ-38, і карабін конструкції Сімонова. Обидва зразка були визнані недопрацьованими. У вересні 1940 року Токарєв на базі СВТ-40 розробив карабін з перемикачем для автоматичної стрільби (АКТ-40). В жовтні 1940 року пройшли повторні випробування карабінів Токарєва і Симонова, зброя знову не витримала висунутих вимог. Про ефективність автоматичного вогню з АКТ-40 може говорити той факт, що в полігонних умовах розсіювання влучень на відстані 100 метрів при стрільбі з упору складало при одиночному вогні близько 9 см, а при автоматичному вогні — від 70 (короткими чергами) до 100 см (довгими чергами) для серій по 20 пострілів.
Автоматичні карабіни Токарєва на озброєння Червоної Армії офіційно не приймали, проте до початку радянсько-нацистської війни протягом 1940—1941 рр. Тульським збройовим заводом № 314 було випущено кілька сотень карабінів Токарєва моделі 1940 року. Ці карабіни випускали в самозарядному, автоматичному і снайперському варіантах (снайперські могли бути і самозарядними, і автоматичними). Карабіни могли відрізнятись кількістю отворів у верхньому кожусі — 4 або 5, а в ствольній накладці могло бути 1 або 2 отвори. Автоматичні варіанти мали виріз на правій стороні ложі для головки запобіжника-перемикача (як у АВТ-40). У 1941 році була випущена невелика партія автоматичних і самозарядних снайперських карабінів у подарунковому виконанні. Відомо, що в лютому 1941 року один карабін був вручений першому секретареві Тульського Обкому ВКП (б) В. Г. Жаворонкові, інший — Маршалу СРСР К. Є. Ворошилову.
Після евакуації заводу № 314 в листопаді 1941 року в місто Медногорськ самозарядні і автоматичні карабіни продовжували випускати невеликими партіями щонайменше до 1943 року включно. Карабіни Токарєва в деякій кількості були присутні у військах, самозарядний карабін був прийнятий на озброєння Вермахту під індексом SiGewehr 259/2(r). Також під час війни з гвинтівок СВТ-40 і АВТ-40, що вийшли з ладу, виготовляли сурогатні карабіни.
Гвинтівки Токарєва не мали великого успіху насамперед через складність, що створювало труднощі як для у виробництві, так і при експлуатації в польових умовах. Гвинтівка Токарєва вимагала належного поводження, що в умовах масового призову було неможливим, крім того вона не була позбавлена конструктивних вад, які так і не були усунені до зняття її з виробництва. Однак в руках більш підготовлених користувачів — снайперів і морських піхотинців, гвинтівка демонструвала гарні результати. СВТ-40 була трохи легша, ніж M1 Гаранд, але помітно поступалась надійністю, а німецька самозарядна гвинтівка G43(W) мала аналогічну СВТ систему відведення порохових газів.

## Конструкція
Гвинтівка працює за принципом відведення порохових газів з каналу ствола з коротким ходом газового поршня. Замикання здійснюється перекосом затвора у вертикальній площині. Ложа складова. Ударно-спусковий механізм куркового типу. Запобіжник блокує спусковий гачок. Магазин коробчатий, дворядний, відокремлюваний, на 10 набоїв. Передбачена можливість споряджати магазин, не відділяючи його від гвинтівки, з двох штатних обойм до гвинтівки Мосіна. Прицільні пристрої відкриті, складаються з мушки з намушником й цілика, регульованого по дальності. СВТ забезпечена газовим регулятором, що дозволяє змінювати обсяг газів, що відводяться з каналу ствола. Встановлене дулове гальмо. У СВТ-40 пізнього випуску дуловий пристрій аналогічний АВТ-40. В комплект гвинтівки входив клинковий багнет-ніж, що носиться в піхвах на поясі і примикається до гвинтівки тільки у випадку потреби.
При стрільбі в положенні лежачи гвинтівку рекомендується підтримувати на долоні лівої руки попереду магазина, а при стрільбі в положенні з коліна, сидячи і стоячи утримувати лівою рукою за магазин. Добре натренований стрілець при заздалегідь наповнених патронами магазинах може зробити до 25 пострілів за хвилину, а при спорядженні магазина за допомогою обойм — до 20 пострілів на хвилину.

### Прилад для безшумної стрільби
У квітні 1941 року проходив полігонні випробування «Глушник звуку пострілу до СВТ-40». Він був спроектований для стрільби звичайними гвинтівковими набоями з надзвуковою швидкістю кулі, а не під спеціальні набої із зменшеною швидкістю кулі, як гвинтівковий «Браміт». Глушник практично не змінював початкову швидкість кулі і купчастість бою, але і майже не впливав на погашення звуку і спалаху при пострілі. Крім того, порохові гази після пострілу не повністю виходять через ствол, а затримувані глушником, частково виходять назад і в момент відкриття затвора можуть вдарити стрільця по обличчю (такий ефект спостерігається і в сучасній зброї при стрільбі чергами з ПБС). В ході випробувань глушник був серйозно пошкоджений, і його не стали допрацьовувати.
Сьогодні подібні глушники називають «тактичними», вони застосовуються спецпідрозділами на снайперських та штурмових гвинтівках, і навіть кулеметах. Як приклад можна привести гвинтівку СВУ.

## Історія використання

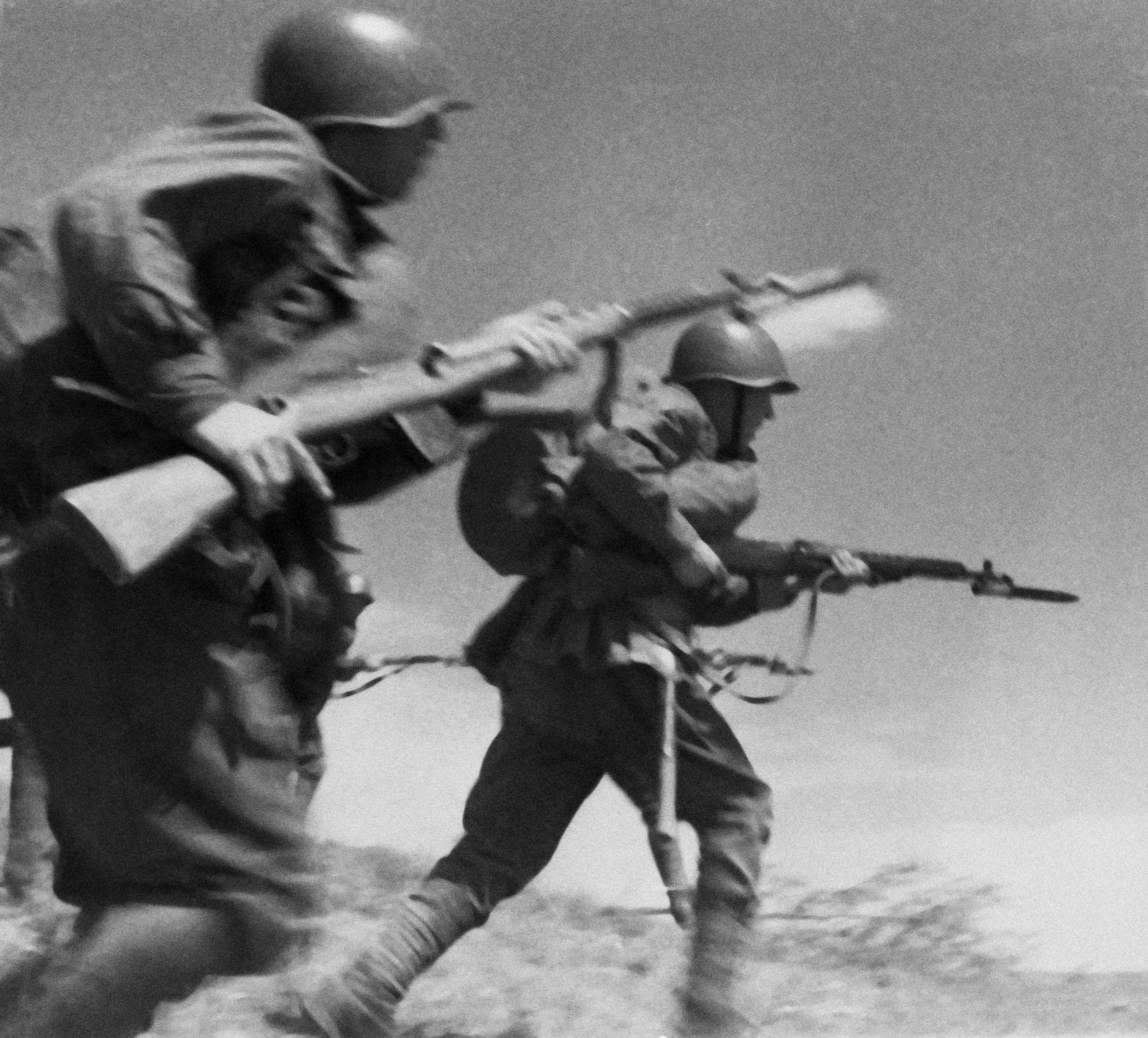
Червоноармійці з СВТ. 1941

На початку 1940-х років самозарядна гвинтівка повинна була стати основною особистою зброєю радянської піхоти. Так, в стрілецькій дивізії РСЧА згідно зі штатом № 04/400-416 від 5 квітня 1941 належало мати 3307 самозарядних гвинтівок і 6992 неавтоматичні гвинтівки і карабіни, при цьому в стрілецькій роті — 96 і 27 відповідно, а в стрілецькому відділенні — тільки самозарядні гвинтівки (8 штук).
За довоєнним планом в 1941 році передбачалось випустити 1,8 млн СВТ, в 1942 — 2 млн. До початку війни було виготовлено понад 1 млн СВТ, і багато частини і з'єднань першої лінії, в основному в західних військових округах, отримали штатну кількість самозарядних гвинтівок. У 1942 році їх виробництво, проте, склало лише 264 тисячі (і 14,2 тисячі снайперських гвинтівок). Виробництво було припинено за наказом ДКО в 1945 році.
Радянські самозарядні гвинтівки, не поступались американській M1 Garand і явно перевершували пізніші німецькі G.41(M) і G.41(W), та заслужили досить високу оцінку іноземних фахівців. Наявність значної кількості автоматичних гвинтівок у радянських військових стало несподіванкою для німців на початку війни (німецький солдат писав додому влітку 1941 року: «Росіяни поголовно озброєні ручними кулеметами»). При облозі Брестської фортеці німецька піхота не могла наблизитись на відстань вогню своїх пістолетів-кулеметів, поки у захисників не скінчились набої. Командувач 2-й танковою армією Г. Гудеріан в доповіді про досвід бойових дій на Східному фронті від 7 листопада 1941 зазначив: «Її [радянської піхоти] озброєння гірше німецької, за винятком автоматичної гвинтівки.»
Поряд з іншими трофейними зразками, СВТ були прийняті на озброєння Вермахту. Потрапивши до рук фінських військових, СВТ-40 стала основою для гвинтівки Таракі (в серію не запущеної). У Червоній Армії, однак, переозброєння ними під час війни було згорнуто з цілком об'єктивних причин. Головною з них була нетехнологічність виробництва: як зазначав нарком озброєння Д. Ф. Устинов, СВТ-38 складалася з 143 деталей (з них 22 пружини), для виробництва яких були потрібні 12 марок сталі (в тому числі дві спеціальні). Цим пояснюється висока собівартість СВТ (вище, ніж ручного кулемета ДП і на порядок вище гвинтівки зр. 1891/30 р). В умовах воєнних поразок 1941—1942 років, евакуації промисловості, нестачі кваліфікованих кадрів і зростання потреб фронту в зброї це було абсолютно неприйнятно, і від її виробництва довелося відмовитися на користь простіших і дешевших зразків — магазинної гвинтівки і пістолетів-кулеметів. Крім того, як і будь-яка автоматична зброя, СВТ вимагала ретельнішого догляду та акуратного поводження, ніж звичайна гвинтівка (тому СВТ довше залишалась на озброєнні флотських частин, куди призивалися технічно грамотніші бійці). Швидко навчити цим навичкам величезну кількість призовників воєнного часу, які зазвичай не мали справи із складною технікою, було важко. У мирний довоєнний час перевірки часто-густо виявляли у військах випадки, що не лише рядові бійці, а й командири погано знають пристрій самозарядної гвинтівки, іноді навіть не вміють її розбирати і чистити. Більшість з СВТ, що були у військах, була втрачена в 1941—1942 роках. Таким чином, ця гвинтівка не зіграла істотної ролі в ході військових дій. [Посилання на джерело відсутнє]
Аналогічна ситуація склалась і в більшості інших країн-учасниць війни, за винятком США, де ще в 1939 році основною зброєю піхоти була прийнята самозарядна гвинтівка Гаранда, якою були озброєні практично поголовно частини, що брали участь в бойових діях, і, частково, Німеччини, де увага була зосереджена на розробці «Штурмгевер» — нового класу зброї під проміжний набій.
До кінця Другої світової війни в СРСР запанувала думка, що автоматична гвинтівка під штатний гвинтівковий набій як основна зброя піхотинця зжила себе, і почалося впровадження зброї під проміжний набій. При цьому в США і на Заході взагалі ще тривалий час після закінчення Другої світової війни (до середини 1960-х років і прийняття НАТО 5,56-мм малоімпульсного проміжного набою) панувала концепція точної самозарядної і автоматичної зброї під потужний гвинтівковий набій, аналогічного радянським довоєнним АВС і СВТ, як приклади якого можна назвати M14, BM 59, G3, FN FAL, L1A1 та інші зразки. Значна частина з них перебуває на озброєнні досі, хоча і у інших ролях. Більш того, створюються і нові зразки цього класу — наприклад автоматична гвинтівка FN SCAR H, призначена для загонів спеціального призначення USSOCOM.
Обмежене застосування гвинтівка отримала в ході російського вторгнення в Україну (з 2022), переважно серед мобілізованих росіян.

## Варіанти і модифікації
- самозарядна гвинтівка (СВТ-38) — вага гвинтівки з багнетом і магазином 4,9 кг (на 0,6 кг більше ваги гвинтівки зр. 1940 р.; важчий багнет, ложа і ряд інших дрібних деталей). Довжина гвинтівки з багнетом 1560 мм (більше загальної довжини гвинтівки зр. 1940 на 85 мм; довший багнет). Відсутній бортик клямки багнета, тому при відбиванні штикового удару треба намагатись уникати нанесення ударів по засувці; інакше можливе зіскакування багнета з гвинтівки. Клямка магазина представляє одне ціле зі своєю нижньою частиною (немає віджимного хвоста); тому необхідно звертати більше уваги на усунення випадкових натискань на хвіст засувки щоб уникнути випадання магазина з вікна ствольної коробки. Магазин має трохи більшу довжину та інше кріплення кришки, ніж у СВТ-40. Курок відрізняється від курка гвинтівки зр. 1940 тільки обрисом головки.
- самозарядна гвинтівка (СВТ-40) — модифікація з укороченим багнетом, прийнята на озброєння 13 квітня 1940 року з урахуванням досвіду масового виробництва і бойового застосування протягом радянсько-фінської війни 1939—1940 років. Маса гвинтівки була знижена на 600 грам, в конструкцію внесли зміни, що підвищили технологічність виробництва і надійність в експлуатації. На ранніх випусках дулове гальмо таке ж, як і на моделі 1938 року.
- снайперська гвинтівка (СВТ-40) — розроблена і прийнята на озброєння в 1940 році, відрізнялась вищою якістю обробки каналу ствола і наявністю знімного кронштейна для оптичного прицілу ПУ[26], всього було виготовлено 48992 шт. Перехрестя прицілу складається двох горизонтальних і однієї вертикальної ліній, званих вирівнюючими і прицільним пеньком. Снайперською СВТ-40 користувалась Герой Радянського Союзу лейтенант Людмила Павличенко.
- автоматична гвинтівка (АВТ-40) — автоматична гвинтівка точно такого ж зовнішнього вигляду, але тільки з незначною зміною в пристрої спускового механізму. За вагою та розміром АВТ-40 не відрізняється від СВТ-40. Роль перекладача в цих гвинтівках виконує прапорець запобіжника, який окрім двох положень («запобіжник включений» і «вогонь») може займати ще й третє, що дозволяє вести вогонь чергами. Поширення вона не отримала, і, за деякими відомостями[27], була знята з озброєння в 1942 році. (Проте наприкінці 2012 року в продаж надійшли гвинтівки АВТ-40 виробництва 1943—1945 року як мисливський карабін СВТ-О, що спростовує це твердження. Режим автоматичного вогню в мисливській модифікації був заблокований, відповідно до російського законодавства, тим не менш, відповідне положення перекладача збереглося, як і інші ознаки автомата, зокрема, буква «А», вибита на прикладі.)[28] Нормальним видом вогню є одиночний. Стрільби безперервним автоматичним вогнем дозволяється вести при нестачі ручних кулеметів. Нормальним видом автоматичного вогню є вогонь короткими чергами по 3-5 пострілів. У виняткових випадках, в момент відбиття атаки і при інших видах напруженого бою дозволяється вести безперервний автоматичний вогонь до повного вичерпання набоїв з магазина, але тривалість такого вогню не повинна перевищувати 30 пострілів (3 магазина поспіль), для уникнення перегріву ствола. Добре натренований стрілець може виконати: 40-50 прицільних пострілів за хвилину короткими чергами (на відстані до 300 м), 70-80 пострілів за хвилину безперервним вогнем (до 200 м), не рахуючи часу на спорядження магазинів.

- під час Другої світової війни, самозарядні гвинтівки СВТ-38 і СВТ-40 переробляли на автоматичні в майстерні партизанського з'єднання А. П. Бринського

- автоматичний карабін (АКТ-40)[30], що мав можливість ведення вогню безперервними чергами. Нормальним видом вогню є одиночний, стрільбу чергами і безперервним вогнем можна вести у виняткових випадках (при відбитті атаки, при нестачі кулеметів, тощо). Приціл секторний, відкритий, на ньому насічені 10 ділень, кожне ціною 100 м. Встановлене дулове гальмо, газовий регулятор. Магазин дворядний, на 10 набоїв. Для стрільби з автоматичного карабіна застосовують набої: з легкої кулею зр. 1908/30 р, з бронебійною кулею зр. 1930 і з трасуючою кулею.
- мисливський самозарядний карабін (ОСК-88) — під цим найменуванням СВТ-40 зі знятим кріпленням для багнета (конверсійний варіант) знаходиться в цивільному обігу як мисливська нарізна зброя[31].

## Технічні дані
СВТ-40
- Вага з магазином (без багнета): 3,9 кг
- Вага з магазином і багнетом: 4,3 кг
- Довжина без багнета: 1226 мм
- Повна довжина (з багнетом): 1465 мм
- Довжина нарізної частини ствола: 555 мм
- Число нарізів: 4
- Початкова швидкість кулі: 830 м/с
- Прицільна дальність: 1500 м
- Гранична дальність польоту кулі сягає 3200 м
- Ємність магазина: 10 набоїв

7,62-мм автоматичний карабін системи Токарєва
- Вага з багнетом і магазином на 10 набоїв: 4,1 кг
- Вага без магазина і багнета: 3,5 кг
- Вага магазина на 10 набоїв (без набоїв): 0,3 кг
- Вага магазина з набоями: 0,527 кг
- Вага багнета з піхвами: 0,3 кг
- Загальна довжина без багнета: 1045 мм
- Загальна довжина з багнетом: 1313 мм
- Довжина прицільної лінії: 407 мм
- Довжина ствола: 468 мм
- Довжина нарізної частини ствола: 396 мм
- Число нарізів: 4
- Довжина ходу рухливих частин: 105 мм
- Технічна скорострільність: близько 700 пострілів/хв.
- Початкова швидкість кулі: 790 м/с
- Прицільна дальність: 1000 м.
- Ємність магазина: 10 набоїв

## Оцінка
СВТ-40 користувались протягом Радянсько-фінської війни 1940 і Другої світової війни, в ряді підрозділів вона була основною індивідуальною зброєю піхоти, але в більшості випадків видавалася тільки до частин з найліпше підготовлених солдатів. У перший рік війни проти нацистів гвинтівка Токарєва була єдиним масовим зразком індивідуальної автоматичної зброї, поки не було розгорнуто виробництво пістолетів-кулеметів.
Самозарядна гвинтівка вимагає до себе уважнішого ставлення, ніж проста магазинна гвинтівка. У перші місяці війни загинула або була взята в полон велика частина рядового складу Червоної Армії, яка вміла грамотно експлуатувати СВТ. Більшість з призваних резервістів старших вікових груп не розуміло ні пристрою гвинтівки, ні потреби ретельно стежити за нею і дотримуватись правил змащення. Тому в Червоній Армії гвинтівка Токарєва заслужила славу не надто надійної зброї, чутливої до забруднення та морозів. Тим не менш, багато підрозділів і окремі солдати Червоної армії, що мали достатню підготовку, зокрема — морська піхота, вельми успішно застосовували СВТ аж до кінця війни. І у військах противника СВТ використовували набагато грамотніше, що дозволило згладити її вроджені вади. Фіни і німці вельми цінували трофейні СВТ, німці навіть прийняли цю гвинтівку як зброю обмеженого стандарту і видавали захоплені у вигляді трофеїв СВТ своїм військам. Американці після війни також досить високо відгукувались про СВТ-40.
Після потрапляння СВТ-38 до рук фінів з'явилась експериментальна гвинтівка «Таракі», названої за прізвищами розробників — Н. Талвенхеймо, О. Паронен і Н. Койвула. Практично копіюючи радянський прототип, фінська система відрізнялася рядом нововведень. Удосконалення полягали в покращеному кріпленні ствольної коробки до ложі, використанні цільної потовщеної ложі, установці товстостінного ствола, введення захисних бортиків для прицілу, а також спрощення надульника з перетворенням дульного гальма на окрему деталь. Було покращено розташування антабок, мушка замінена на регульовану по вертикалі і горизонталі. Оскільки з початком Нацистсько-радянської війни до рук фінів стали потрапляти СВТ-40 (17000 тільки за 1941 рік), а можливості фінської промисловості завжди були скромними, від серійного виробництва Таракі вирішено було відмовитись.
Ненадійність СВТ у фронтових умовах можна пояснити декількома чинниками. По-перше, низькою загальною підготовкою основної маси солдатів піхоти Червоної армії і низьким рівнем обслуговування зброї в умовах фронту (включаючи неякісні та/або невідповідні мастильні матеріали, відсутність морозостійких мастил, неправильне змащення зброї, неправильне встановлення положення газового регулятора). По-друге, порох, що надходив із США, мав присадки, що забезпечували тривале збереження набоїв і що зберігали ствол від корозії, але викликали посилене утворення нагару у газовідводних сполученнях гвинтівки. Автоматика гвинтівки працює на короткому ході поршня, і тому необхідне часте чищення. Відкрита газова камера кулеметів ДП-27 і ДПМ була менше схильна до засмічення продуктами згоряння ленд-лізовскіх порохів. Американський порох також мав відмінну від вітчизняних криву тиску в стволі, що також не могло не позначитись на стабільності роботи зброї з набоями, споряджених різними сортами пороху без належного регулювання газовідводного вузла. Крім того, в умовах війни було неминуче зниження якості виготовлення гвинтівок. Конструкція гвинтівки не мала резерву міцності, що дозволяла би компенсувати витрати виробництва воєнного часу.
Радянські самозарядні гвинтівки відрізнялись хорошою влучністю стрільби, СВТ валового випуску на відстанях до 600 м не поступалась по купчастості стрільби карабіну зр. 1938 року. Снайперський варіант СВТ-40 через більш пологий крок нарізів поступався по купчастості та ефективної дальності стрільби важкою кулею снайперській гвинтівці Мосіна зразка 1891/30 рр.. Однак снайпер, озброєний СВТ-40, отримав можливість швидко зробити другий прицільний постріл, щоб добити ціль, що трохи компенсувало низьку дальність стрільби. Відомий радянський снайпер Людмила Михайлівна Павличенко, особистий рахунок якої склав 309 знищених гітлерівців, воліла використовувати снайперський варіант СВТ-40. До середини війни снайперська СВТ-40 була замінена у виробництві застарілою і менш скорострільною, але точнішою на великих відстанях стрільби гвинтівкою Мосіна (навіть сучасніша гвинтівка СВД поступається снайперській гвинтівці зр. 1891/30 рр. по точності бою).
Рішення виготовляти СВТ в автоматичному варіанті (АВТ-40) остаточно підірвало авторитет гвинтівки. Ствольна коробка, що не пристосована до такого навантаження, попросту деформувалася при стрільбі чергами. Очевидно, що у військах зловживали автоматичним режимом вогню, який необхідно було застосовувати лише в напружені моменти бою.
У підсумку, досвід експлуатації гвинтівок Токарєва допоміг в розробці післявоєнного індивідуальної автоматичної зброї, яка мала бути дуже простою і вкрай невибагливою (Автомат Калашникова).

## Застосування
- СРСР
- Фінляндія — трофейні СВТ перебували на озброєнні фінської армії з 1939 по 1958 рік.
- Третій Рейх — трофейні СВТ в значній кількості перебували на озброєнні вермахту і окремих «східних» частин під найменуванням Selbstladegewehr 258 (r) (СВТ-38) і Selbstladegewehr 259 (r) (СВТ-40).
- Чехословаччина — 1-й окремий Чехословацький піхотний батальйон під командуванням Л. Свободи отримав СВТ в січні 1942 року[39], надалі гвинтівки отримали інші підрозділи Чехословацького армійського корпусу[40]
- Польща — деяка кількість СВТ надійшла на озброєння частин Війська Польського. Також після війни частинами почесної варти деякий час використовувалися гвинтівки АВТ-40 (пізніше були замінені карабінами СКС).
- Росія[41]
- Україна — відомо про зберігання 10 тисяч гвинтівок на складах станом на 2011 рік[42]